# 蓝夷
蓝夷是东夷部落的一支，居于商朝东边，约在今山東省滕州市东南一带。
蓝夷逐渐发展强大起来，经常进入商境攻掠，对商朝构成潜在威胁。商朝第11代国君中丁时，国都由毫迁至隞。为巩固商王朝的统治，中丁在位的第六年，中丁征调军队，亲自率领，进攻蓝夷。中丁以后商朝廷内部连续的权力纷争，致使国力开始衰退。商朝第13位商王河亶甲继位，将都城由隞迁至相。河亶甲在位的第四年，征调大批军队，亲自率领，进攻蓝夷。